# Vintage Baby
Vintage Baby è il secondo album di Irene Fornaciari, pubblicato il 20 febbraio 2009 dall'etichetta Polydor in concomitanza con la partecipazione della cantante al Festival di Sanremo con la canzone Spiove il sole, contenuta nel disco.
Diverse tracce sono state inserite anche nell'album Irene Fornaciari, il terzo della cantante, pubblicato nel 2010.

## Tracce
1. No more amor (Irene Fornaciari e Massimo Marcolini)
2. Spiove il sole (Irene Fornaciari, Carlo Ori e Massimo Marcolini)
3. Ora che non vivo (Zucchero Fornaciari, Irene Fornaciari, Massimo Marcolini e Luca Chiaravalli)
4. Dimmi delle balle (Irene Fornaciari e Luca Chiaravalli)
5. Se non mi vuoi (Irene Fornaciari e Andrea Bonomo)
6. Ragazzo solo (Irene Fornaciari e Daniele Ronda)
7. Sorelle d'Italia (Irene Fornaciari e Mauro Lusini)
8. Con la primavera nelle mani (Irene Fornaciari e Andrea Amati)
9. Dolce luna (Irene Fornaciari e Massimo Greco)
10. La tiritera della sera (John Lodge, Emanuele Monetti e Irene Fornaciari)
11. Il diavolo illuso (Irene Fornaciari e Saverio Grandi)

## Formazione
- Irene Fornaciari - voce, cori
- Zucchero Fornaciari - percussioni
- Lorenzo Poli - basso
- Max Marcolini - chitarra, programmazione, basso, batteria, percussioni
- Elio Rivagli - batteria, percussioni
- Vincenzo Messina - pianoforte
- Emilio Eria - viola
- Serafino Tedesi - violino
- Sara Grimaldi - cori

## Classifiche
| Classifica (2009)               | Posizione |
| ------------------------------- | --------- |
| Classifica degli album italiana | 86        |